# Rockford (Ohio)
Rockford è un villaggio degli Stati Uniti d'America, situato nello stato dell'Ohio, nella contea di Mercer.
Qui nacque Earl Wilson (giornalista).